# Grandes esperanzas (película de 1946)
Grandes Esperanzas, también conocida como Cadenas Rotas, (en inglés: Great Expectations) es una película británica de 1946 dirigida por David Lean, basada en la  novela original de Charles Dickens y protagonizada por John Mills, Bernard Miles, Finlay Currie, Jean Simmons, Alec Guinness y Valerie Hobson.
La película obtuvo dos Premios Oscar (Mejor Dirección de Arte y Mejor Fotografía) y fue nominado para otros tres (Mejor Película, Mejor Director y Mejor Guion).
La película está considerada como una de las mejores de Lean. En 1999 el Instituto Británico de Cine la posicionó en el Top 100 de películas británicas. Grandes esperanzas fue nombrada como la quinta mejor película británica de todos los tiempos.

## Sinopsis
El hijo de un humilde herrero es enviado a educarse a Londres gracias al dinero de un benefactor cuya identidad desconoce.

## Reparto
- John Mills como Pip, adulto.
- Jean Simmons como Estella Havisham.
- Valerie Hobson como Estella Havisham, adulta.
- Martita Hunt como Miss Havisham.
- Finlay Currie como Abel Magwitch.
- Francis L. Sullivan como Sr. Jaggers.
- Bernard Miles como Joe Gargery.
- Alec Guinness como Herbert Pocket, adulto.
- Anthony Wager como Pip, de niño.
- John Forrest como Herbert Pocket, de niño.
- Freda Jackson como Mrs. Joe Gargery.
- Eileen Erskine como Biddy.
- Ivor Barnard como Mr. Wemmick.
- Torin Thatcher como Bentley Drummle.
- Everley Gregg como Sarah Pocket.
- O. B. Clarence.
- Hay Petrie.

## Recepción

### Crítica
La película ganó elogios críticos en su estreno, y muchos comentaristas la calificaron como la mejor película hecha hasta ahora de una novela de Dickens. Dilys Powell, escribiendo para The Sunday Times, estaba "agradecido por el cine que incluye gran parte de Dickens, que construye su narrativa del material original con apenas una intrusión" y Richard Winnington, en el News Chronicle, escribió que "Dickens nunca antes se ha traducido efectivamente en términos cinematográficos".

### Premios y nominaciones
- 1947: 2 Oscars: Fotografía, Dirección art. Nominada a  Mejor Película, Director, Guion.
- 1947: Círculo de críticos de Nueva York: Nominada a Mejor película